# She Came to Give It to You
She Came to Give It to You è un singolo del cantante statunitense Usher, registrato assieme alla rapper trinidadiana Nicki Minaj. Il brano è uscito nel 2014 come secondo estratto dall'ottavo album di Usher, di prossima uscita.

## Il disco
La canzone è stata scritta dagli stessi interpreti Usher e Minaj insieme a Pharrell Williams, quest'ultimo attivo anche come produttore e cantante non accreditato.
Nel brano sono presenti due sample: uno tratto dalla canzone del 1983 Just Be Good to Me dei The S.O.S. Band e uno tratto da Got to Give It Up, singolo di Marvin Gaye del 1977.

## Tracce
1. She Came to Give It to You (featuring Nicki Minaj) – 4:02